# Delije (osmanska postrojba)
Delije (tur. deli, ar. delīl, lud, neobuzdan, pohlepan ili u drugom značenju vodič), u staroj turskoj organizaciji neregularna laka konjica pograničnih vojnih snaga. Ime su dobili po smjelosti i hrabrosti ili pak kao vodiči turskih snaga. 
Kasnije delije prerastaju u vojnički red serhat-kulu (osmanskih krajišnika), osnovan u Bosni i Srbiji dolaskom na vlast sultana Sulejmana II. U Bosni se prvi put spominju 1526. za vrijeme namjesništva Gazi Husrev-bega, koji ih je, prema nekim podacima imao oko 100 tisuća. Prve delije činile su tjelesnu gardu pograničnih zapovjednika, a zatim su se razvili u snažne udarne jedinice. Novačeni su od najhrabrijih islamiziranih stanovnika Bosne, Srbije, i dijela osvojene Hrvatske. Kasnije su se delije kao rod vojske proširile i u ostatku Osmanskog Carstva.
Odredom delija zapovijedao je delibaša, a on se dijelio na bajrake (oko 50-60 ljudi) na čelu s bajraktarom.